# Quand nous étions deux
Quand nous étions deux est un film français réalisé par Léonce Perret en 1929 et sorti en 1930.

## Synopsis
Un charmant petit ménage est guetté par le malheur qui se cache sous les traits troublants et énigmatiques d'une femme fatale.

## Fiche technique
- Réalisation : Léonce Perret
- Scénario : D'après le roman de Huguette Garnier
- Photographie : Victor Arménise et René Gaveau
- Adaptation musicale : André Roubaud
- Son : Joseph N. Ermolieff
- Production : Gaumont-Franco-Film-Aubert
- Format : Noir et blanc - Son mono - 1,33:1
- Date de sortie : 
  - France : 3 mai 1930

## Distribution
- Alice Roberts : Lise Daltour
- André Roanne : Pierre Daltour
- Suzy Pierson : Hélène Devries
- Maurice de Canonge : Rouchard
- Édith Jéhanne
- Charles Frank
- Émile Garandet